# Regulační T-lymfocyt

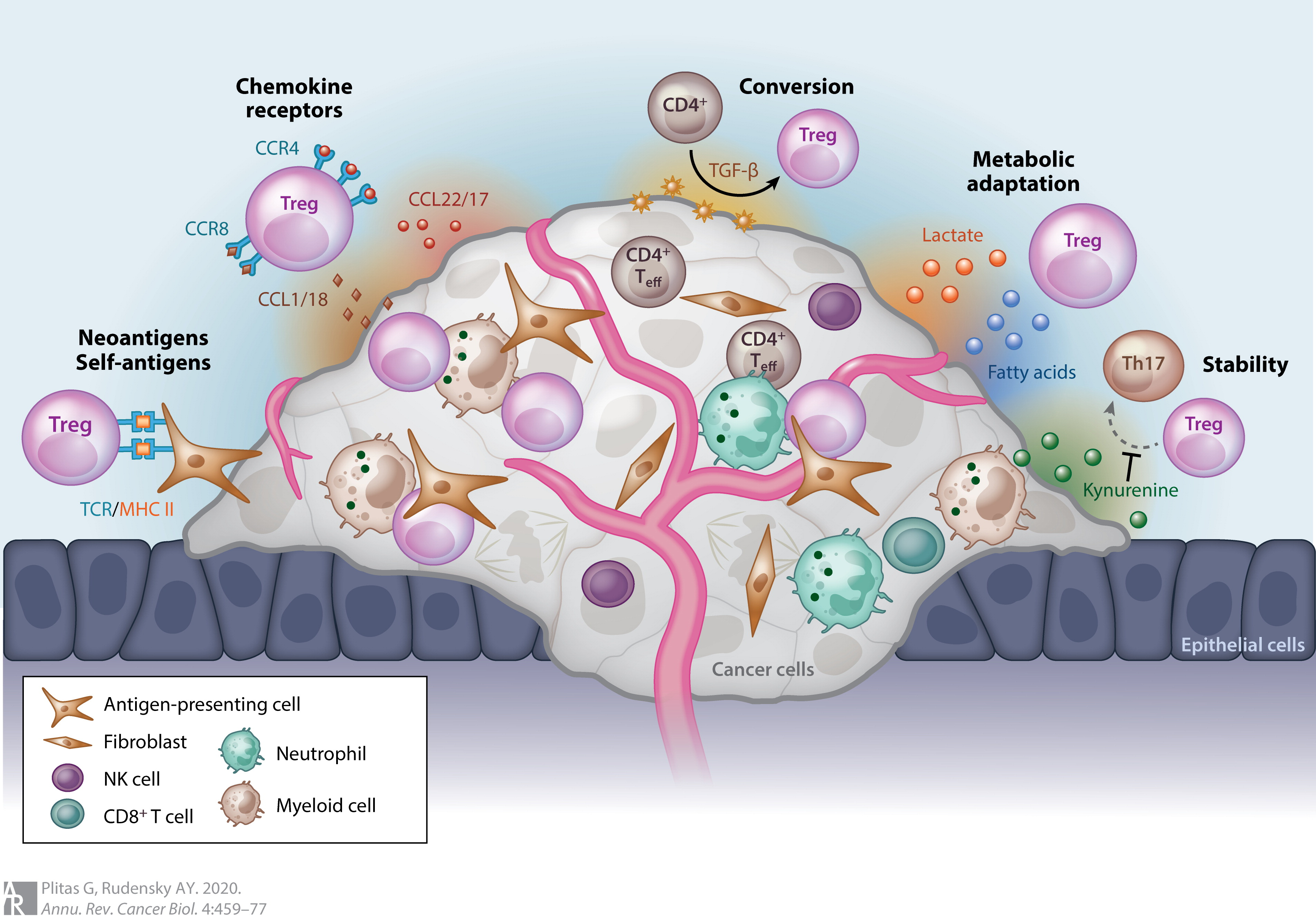
působení v nádoru

Regulační T lymfocyty jsou lymfocyty, které jsou součástí imunitního systému a patří do skupiny CD4+ buněk. Bez těchto buněk by se fyziologická odpověď imunitního systému zvrhla v patologickou. Regulační T lymfocyty potlačují rozvinutí autoimunitních chorob udržováním tolerance vůči tělu vlastním tkáním. Inhibují autoreaktivní lymfocyty, které unikly centrální toleranci v thymu a nastolují tak periferní toleranci. Je znám rovněž fakt, že regulační T lymfocyty brání odstranění rakovinných buněk, a tak přispívají k rozvoji nádoru.

## Specifické markery
K hlavním povrchovým molekulám patří CD25. IL-2 je totiž nezbytný pro generování T regulačních lymfocytů v thymu a pro jejich přežívání, expanzi i funkci. Dalšími molekulami jsou CTLA-4, což je negativní regulátor aktivace T buněk, a molekula GITR. Rovněž nízká exprese molekuly CD127 by mohla být spolehlivým markrem regulačních T buněk. Transkripční faktor FOXP3 je nezbytný pro správnou funkci regulačních T lymfocytů. U lidí mutace ve FOXP3 vede k multiorgánovému selhání a projevuje se rozvinutím syndromu IPEX.

## Vývoj a rozdělení
Regulační T lymfocyty se vyvíjí v přítomnosti samotného TGF-β, který aktivuje expresi transkripčního faktoru FOXP3. Tato exprese indukuje produkci tlumivých cytokinů TGF-β a IL-10. Regulační T lymfocyty se rozdělují na přirozené a indukované. Přirozené regulační buňky jsou vytvářeny v thymu a tvoří 5 – 10 % z celkového počtu CD4+ buněk v thymu, lymfoidních tkáních a periferii. TGF-β dokáže v naivních CD4+ buňkách indukovat expresi FOXP3 a tak je konvertovat na regulační T lymfocyty. Těmto buňkám se pak říká indukované. Do skupiny indukovaných regulačních T lymfocytů patří podskupina Tr1 charakterizovaná velkou produkcí IL-10 a podskupina Th3, která produkuje TGF-β.

### Recirkulující Treg buňky
Bylo pozorováno, že některé FOXP3+ Treg buňky recirkulují zpět do brzlíku, kde se vyvinuly. Tyto Treg buňky byly přítomny hlavně v dřeni, která je hlavním místem diferenciace Treg buněk. Přítomnost těchto buněk v brzlíku nebo jejich přidání do plodové tkáňové kultury brzlíku potlačí vývoj nových Treg buněk o 34-60% , ale Tconv buňky nejsou tímto zásahem ovlivněny. To znamená, že recirkulace Tregs do brzlíku inhibuje právě de novo vývoj Treg buněk. Molekulární mechanismus tohoto procesu funguje díky schopnosti Tregs adsorbovat IL-2 z mikroprostředí, a tak být schopen indukovat apoptózu ostatních T buněk, pro které je Il-2 hlavním růstovým faktorem. recirkulující T reg buněk v brzlíku exprimují vysoké množství vysoce afinního α-řetězce IL-2 receptoru (CD25) kódovaného genem Il2ra, který vychytává IL-2 z brzlíku a snižuje tak jeho koncentraci. Nově generované FOXP3+ Treg buňky v brzlíku nemají tak vysokou expresi Il2ra. IL-2 je cytokin nezbytný pro vývoj Treg buněk v brzlíku. Je důležitý pro proliferaci a přežití T lymfocytů, ale v případě jeho nedostatku může být nahrazen jinými cytokiny jako např. IL-15. Vývoj Treg buněk je však závislý na IL-2. U lidí byla v brzlíku nalezena populace CD31 negativních Treg buněk. CD31 lze použít jako marker nových generovaných Treg buněk. Zralé Treg buňky mají expresi CD31 podstatně nižší. Je tedy možné, že tento regulační mechanismus vývoje Treg buněk je funkční i u lidí.
Pravděpodobně existuje také pozitivní regulace vývoje Treg buněk způsobená recirkulací Treg buněk do brzlíku. V brzlíku byla nalezena populace CD24, FOXP3 pozitivních Treg buněk se zvýšenou expresí IL1R2 (Il1r2) podobně jako u periferních Treg buněk. Vysoká koncentrace IL-1β způsobuje pokles de novo produkce Treg buněk v brzlíku. Přítomnost recirkulačních Treg buněk v brzlíku s vysokou expresí IL1R2 během zánětlivých stavů pomáhá vychytávat IL1β a snižovat jeho koncentraci v dřeni brzlíku, což napomáhá de novo produkci Treg buněk. Vazba IL-1β na IL1R2 u Treg buněk nezpůsobuje žádnou signální transdukci, jelikož zde není přítomná žádná intracelulární (TIR) doména, která je normálně přítomna v buňkách přirozené imunity.

## Mechanismy působení
Je několik mechanismů působení regulačních T lymfocytů na buňky efektorové. Prvním mechanismem je suprese pomocí inhibičních cytokinů, což jsou IL-10, TGF-β a IL-35. Další z mechanismů je suprese cytolýzou, která vede k apoptóze. Zjistilo se totiž, že i lidské regulační T lymfocyty produkují granzym A a perforin. Dále je to ovlivnění metabolismu efektorových T buněk. Regulační T lymfocyty totiž exprimují ve vysoké míře CD25, což může vést k vyčerpání IL-2 a k jeho nedostatku pro efektorové buňky, pro které je tento cytokin rovněž důležitý. Poslední z mechanismů je modulace zrání a funkce dendritických buněk. Regulační T lymfocyty totiž mohou skrz interakci CTLA-4 s kostimulační molekulou CD80 a/nebo CD86 podmiňovat expresi indolamin 2,3-dioxygenázy (IDO) dendritickými buňkami. IDO indukuje katabolismus tryptofanu do pro-apoptotických tělísek a výsledkem je suprese efektorových buněk, pro které je aminokyselina tryptofan důležitá pro správnou proliferaci a diferenciaci.

## Přirozené a indukované T regulační lymfocyty
T regulační lymfocyty se během ontogenez vyvíjí buď v thymu nebo v periferii. Podle toho je dělíme na přirozené a indukované T regulační buňky . 
Přirozené T regulační lymfocyty (tTreg, nTregs) se vyznačují kontinuální expresí Foxp3 a T buněčným receptorem (TCR) s relativně vysokou autoafinitou. Tyto buňky se v těle nachází převážně v krevním řečišti nebo lymfatických uzlinách a slouží hlavně k poskytování tolerance vůči autoantigenům. 
Indukované (periferní) T regulační buňky (iTregs, pTregs) vznikají za určitých situací v přítomnosti IL-2 a TGF-β v periferii a začínájí exprimovat Foxp3 inducibilně, stávají se tak funkčním ekvivalentem tTreg buňkám. iTregs se však nachází především v periferních bariérových tkáních, kde se primárně podílí na prevenci vzniku zánětu v přítomnosti vnějších antigenů. 
Mezi hlavní znaky, které odlišují tTreg a iTreg buňky, patří Helios a Neuropilin-1, jejichž přítomnost naznačuje vznik v thymu. Dalším znakem odlišující tyto dvě Treg buněčné populace je stabilita Foxp3 exprese v různých nastaveních. 

### RORγt+ T regulační lymfocyty
iTregs jsou schopné diferencovat v buňky exprimující RORγt a získávají tak fenotyp Th17 buněk. Tyto buňky jsou spojené s funkcemi slizničních lymfoidních tkání jako je především střevní bariéra. Ve střevní lamině proprii se nachází 20-30% Foxp3+ T regulačních buněk exprimujících RORγt a tato vysoká proporce je silně závislá na přítomnosti komplexního střevního mikrobiomu. U bezmikrobních (germ-free) myší je populace RORγt+ T regulačních buněk silně redukovaná, zatímco rekolonizace komplexní mikrobiotou obnovuje normální počet těchto lymfocytů ve střevě. Mechanismus, jakým střevní mikrobiota indukuje vznik RORγt+ T regulačních buněk spočívá v tvorbě mastných kyselin s krátkým řetězcem (SCFA), na kterých je tato indukce závislá. SCFA jsou vedlejším produktem fermentace a trávení vlákniny, proto bezmikrobní myši mají velice nízké koncentrace SCFA i RORγt Treg buněk. Indukce RORγt Treg buněk je také závislá na přítomnosti dendritických buněk a prezentaci antigenu pomocí MHC-II . 
RORγt+ T regulační buňky nejsou přítomny v thymu a neexprimují Helios ani Neuropilin-1, ale mají vysokou expresi CD44, IL-10, ICOS, CTLA-4 a nukleotidáz CD39 a CD73, což naznačuje jejich silné regulující funkci . 

#### Funkce RORγt+ T regulačních lymfocytů
Indukce RORγt+ Treg buněk v lymfatických uzlinách tenkého střeva je rozhodující pro vytvoření střevní luminální antigenní tolerance. Tyto buňky jsou důležité zejména v prevenci před potravinovými alergiemi. Jedním z mechanismů je produkce supresivních molekul, jako je cytokin IL-10. Tyto buňky také potlačují Th17 buněčnou populaci a inhibují produkci IL-17, a tak potlačují prozánětlivou odpověď .

### Gata3+ T regulační lymfocyty
Další důležitou podskupinou T regulačních buněk jsou Gata3+ Treg buňky, které odpovídají na IL-33 ve střěvě a ovlivňují regulaci efektorových T buněk během zánětu. Na rozdíl od RORyt+ Treg buněk tyto buňky exprimují Helios a nejsou závislé na mikrobiomu . 

## Rakovina
Většina nádorů vyvolává v hostiteli imunitní odpověď, která je zprostředkována nádorovými antigeny, čímž se odlišuje nádor od ostatních nerakovinných buněk. Díky tomu se v nádorovém mikroprostředí nachází velké množství lymfocytů infilujících nádor (TIL, tumor-infiltrating lymphocytes). Ačkoliv to stále není zcela pochopeno, předpokládá se, že jsou tyto lymfocyty namířeny proti rakovinným buňkám a tím zpomalují nebo zastavují růst nádoru. Tento proces je však komplikovaný, protože se zdá, že regulační T lymfocyty přednostně putují do mikroprostředí nádorů. Zatímco regulační T lymfocyty obvykle tvoří pouze asi 4 % CD4+ T buněk, mohou tvořit až 20-30 % z celkové populace CD4 + kolem nádorového mikroprostředí.
Ačkoliv byla vysoká množství TIL původně považována za důležitý faktor při určování imunitní odpovědi proti rakovině, je nyní všeobecně známo, že poměr regulačních T lymfocytů k efektorovým T lymfocytům v nádorovém mikroprostředí je rozhodujícím faktorem pro úspěšnou imunitní odpověď proti nádoru. Velká množství regulačních T lymfocytů v nádorovém mikroprostředí jsou spojena se špatnou prognózou u mnoha nádorových onemocnění, jako je rakovina vaječníků, prsu, ledvin a pankreatu. To naznačuje, že regulační T lymfocyty potlačují efektorové T lymfocyty a zabraňují tak imunitní reakci těla proti nádoru. Nicméně u některých typů rakoviny je to naopak a velká množství regulačních T lymfocytů jsou spojena s pozitivní prognózou. Tento trend je patrný u nádorů, jako je kolorektální karcinom a folikulární lymfom. To může být způsobeno schopností regulačních T lymfocytů potlačit celkový zánět, o kterém je známo, že způsobuje proliferaci buněk a metastázy. Tyto protikladné účinky ukazují, že úloha regulačních T lymfocytů ve vývoji rakoviny je vysoce závislá na typu a umístění nádoru.
Přestože stále není úplně pochopeno, jak regulační T lymfocyty přednostně putují do nádorového mikroprostředí, chemotaxe je pravděpodobně poháněna produkcí chemokinů nádorem. Infiltrace regulačních T lymfocytů do nádorového mikroprostředí je usnadněna vazbou chemokinového receptoru CCR4, který je exprimován na regulačních T lymfocytech, na jeho ligand CCL22, který je sekretován mnoha typy nádorových buněk. Expanze regulačních T lymfocytů v místě nádoru může také vysvětlit jejich zvýšená množství. Je známo, že cytokin TGF-β, který je běžně produkován nádorovými buňkami, indukuje diferenciaci a expanzi regulačních T lymfocytů.
Obecně platí, že imunosuprese nádorového mikroprostředí do značné míry přispěla k neúspěšným výsledkům mnoha imunoterapií nádorů. Deplece regulačních T lymfocytů u zvířecích modelů ukázala zvýšenou účinnost imunoterapií, a proto mnoho imunoterapeutických léčiv nyní zahrnuje degradaci regulačních T lymfocytů.